# Chi Sau sau
Liquidambar là chi thực vật có hoa trong họ Altingiaceae.
Trước đây chúng thường được đặt trong họ Hamamelidaceae. Chúng là loài bản địa Đông Nam Á và Đông Á, Tây Địa Trung Hải và Đông Bắc Mỹ. Chúng là cây gỗ sớm rụng lá, được sử dụng trong ngành công nghiệp gỗ và làm cảnh.
Các phân tích dựa trên một số dấu hiệu phân tử cho thấy Altingia lồng ghép trong Liquidambar, và Semiliquidambar có nguồn gốc lai ghép giữa Liquidambar formosana – Liquidambar acalycina và Altingia obovata hoặc Altingia chinensis.
Dựa theo các nghiên cứu này, năm 2013 Stefanie M. Ickert-Bond và Jun Wen sáp nhập 2 chi Altingia và Semiliquidambar vào chi Liquidambar (theo nguyên tắc ưu tiên tên gọi được thiết lập trước), với tổng cộng 15 loài được công nhận.

## Các loài
Khi được công nhận là độc lập với các chi Altingia và Semiliquidambar thì nó bao gồm 4 loài:
- Liquidambar acalycina
- Liquidambar formosana
- Liquidambar orientalis
- Liquidambar styraciflua - loài điển hình.

Về các loài gộp lại trong Liquidambar nghĩa rộng, xem các bài Altingia và Semiliquidambar.

## Hình ảnh

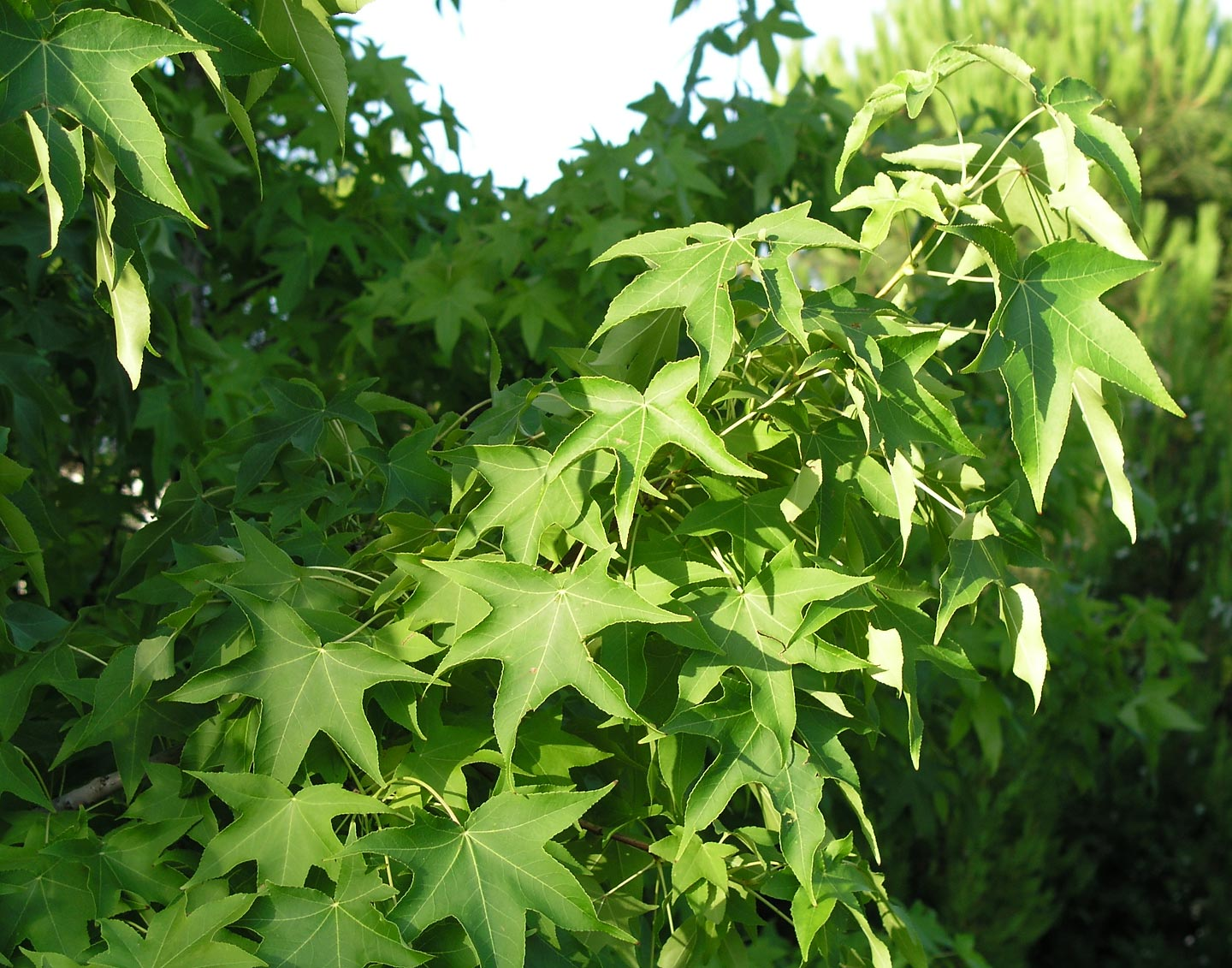
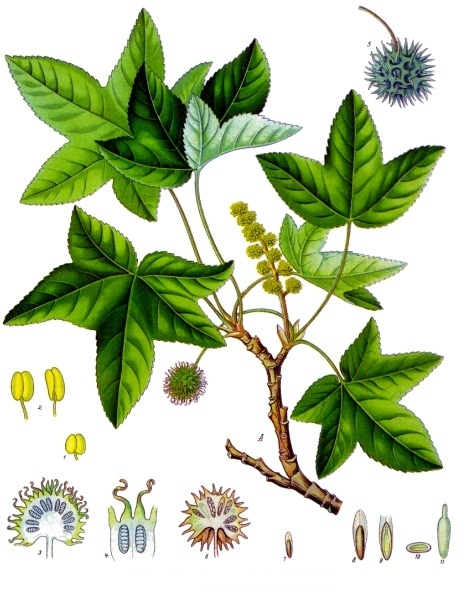
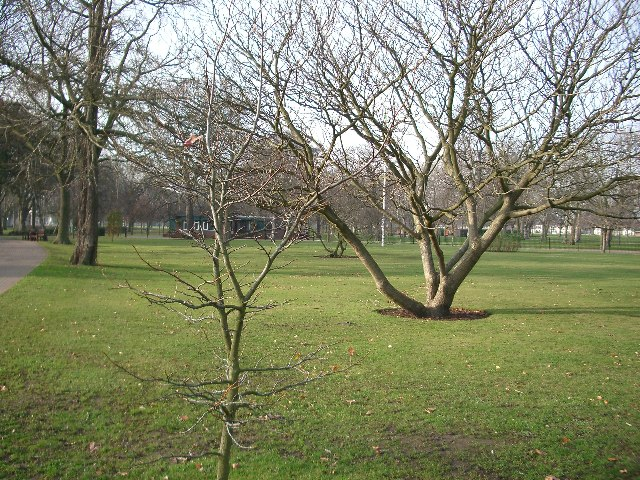